# Мазури (гміна Свентайно)
Мазури (пол. Mazury, нім. Masuhren, 1938-45 Masuren) — село в Польщі, у гміні Свентайно Олецького повіту Вармінсько-Мазурського воєводства.
Населення — 121 особа (2011).
У 1975-1998 роках село належало до Сувальського воєводства.

## Демографія
Демографічна структура станом на 31 березня 2011 року:
|          | Загалом | Допрацездатний вік | Працездатний вік | Постпрацездатний вік |
| -------- | ------- | ------------------ | ---------------- | -------------------- |
| Чоловіки | 58      | 12                 | 38               | 8                    |
| Жінки    | 63      | 12                 | 33               | 18                   |
| Разом    | 121     | 24                 | 71               | 26                   |